# The Infinite Man
Pour plus de détails, voir Fiche technique et Distribution.
The Infinite Man est un film de science-fiction australien réalisé par Hugh Sullivan, sorti en 2014. Il met en vedette Josh McConville dans le rôle de Dean, un scientifique qui souhaite revivre un week-end romantique avec sa petite amie, Lana.

## Fiche technique

### Distribution
- Josh McConville
- Hannah Marshall
- Alex Dimitriades